# Doudou

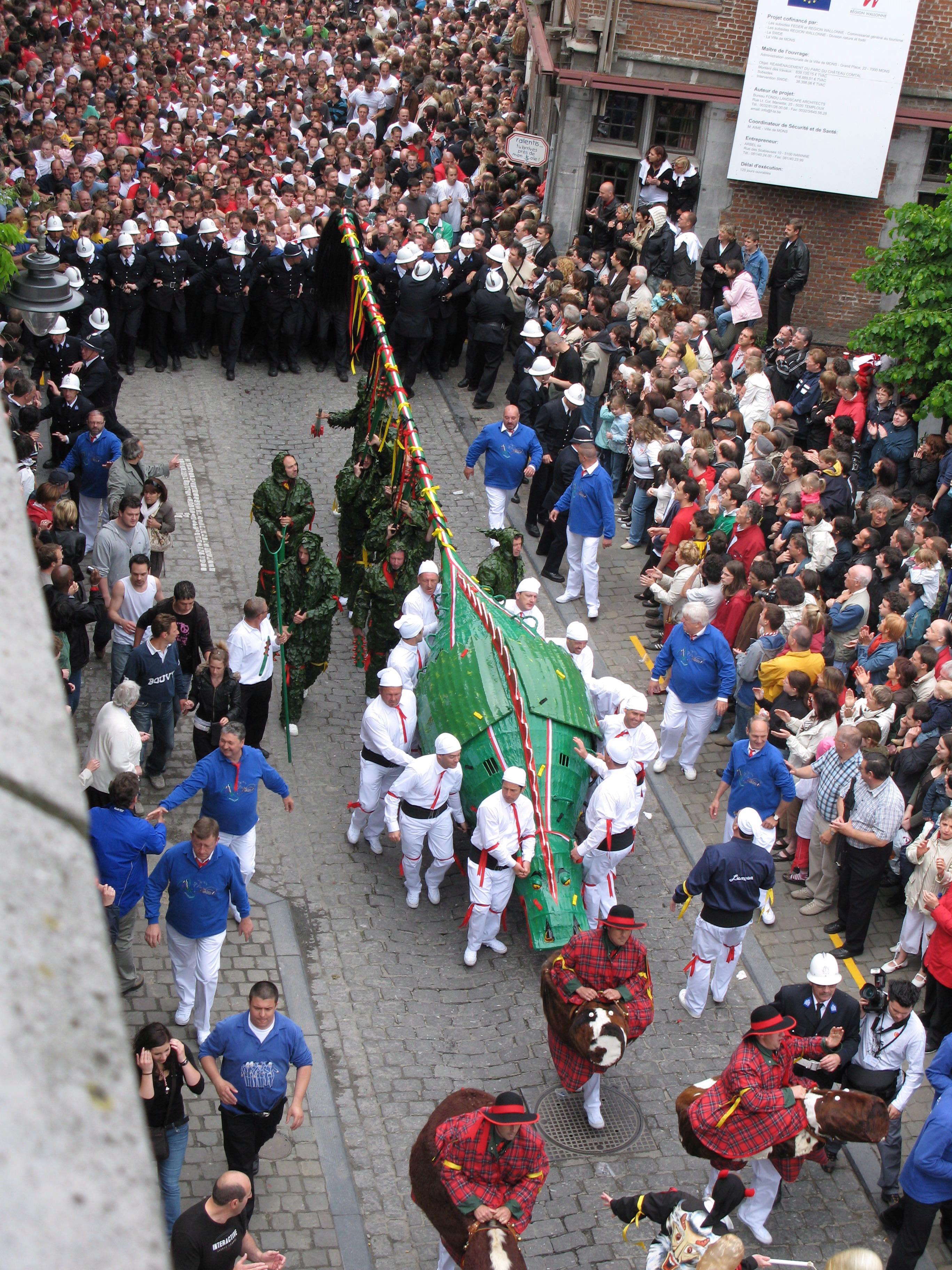
Draak Doudou wordt onder massale belangstelling rondgedragen

Doudou is de lokale benaming voor de Ducasse van Bergen, een processie die op Drievuldigheidszondag, in de maand mei of juni plaatsvindt. De processie vindt haar oorsprong in 1349, toen het gebied van Bergen door de pest werd geteisterd. Doudou is de naam van een lied dat tijdens het feest wordt gezongen. Het verhaal van de Doudou wordt verteld in het Museum van de Doudou (Musée du Doudou). 
Op de morgen van de Ducasse wordt op de Car d'Or (Gouden Koets) uit de Sint-Waltrudiskerk het relikwie-schrijn van Sint-Waltrudis door de stad gereden. De stoet vertrekt om tien uur 's morgens. Wanneer deze rond halfeen 's middags weer op het vertrekpunt is aangekomen, begint op de Grote Markt de Combat du Lumeçon. Dit is een symbolisch gevecht waarbij een Sint-Joris, geharnast en op een paard gezeten, de draak neersteekt, precies op het ogenblik dat het belfort één uur slaat. 
Het feest werd in 2005 toegevoegd aan de Lijst van Meesterwerken van het Orale en Immateriële Erfgoed van de Mensheid van UNESCO.